# Uresiphita prunipennis
Uresiphita prunipennis là một loài bướm đêm trong họ Crambidae.